# István Bury

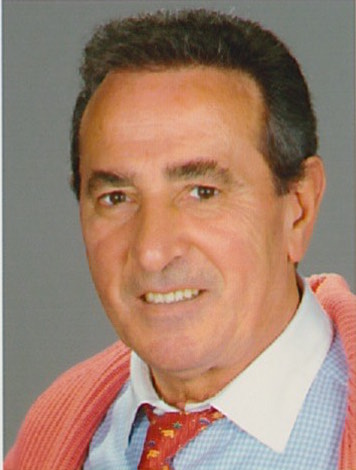
Istvan Bury

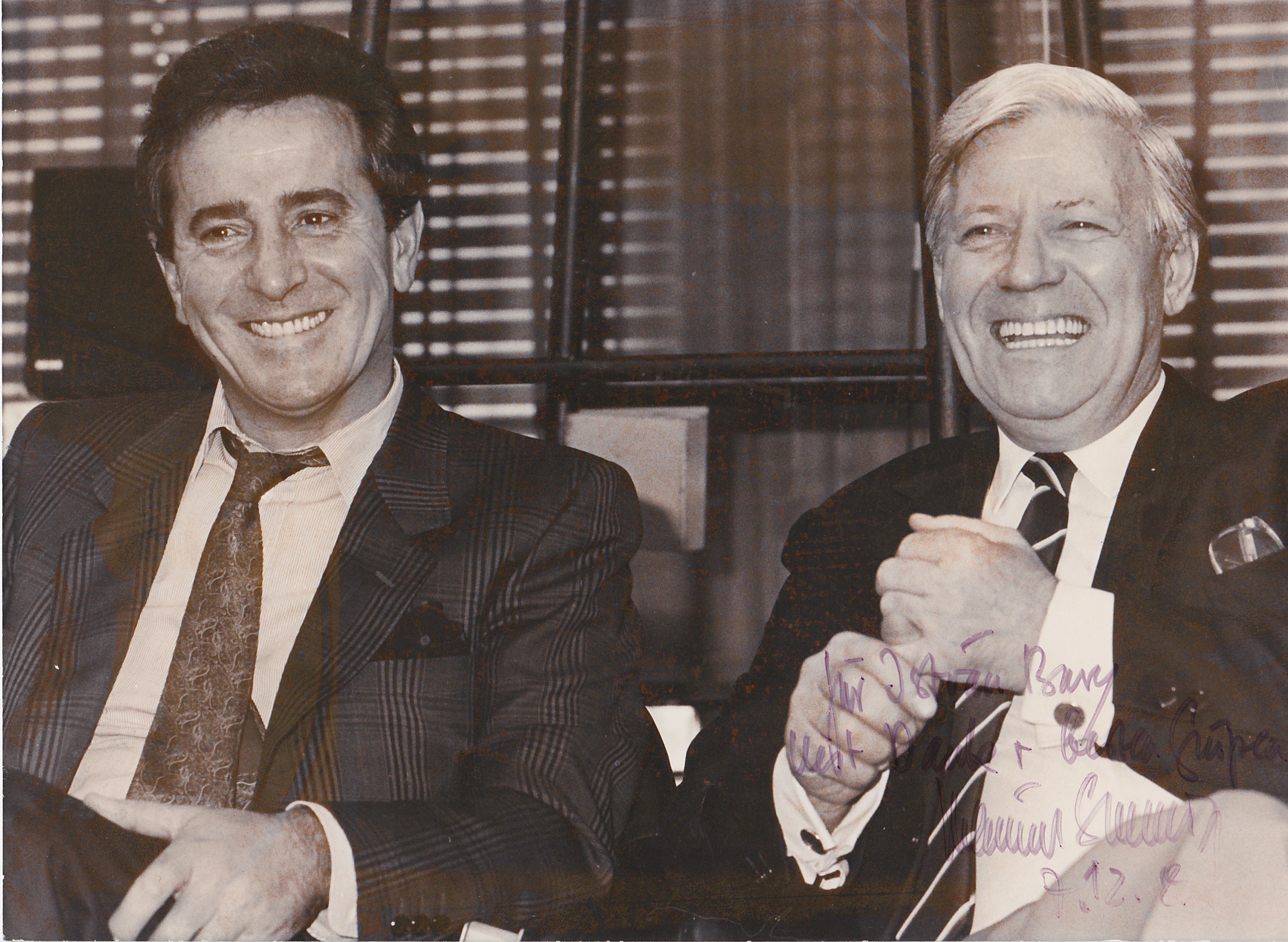
Istvan Bury mit Helmut Schmidt

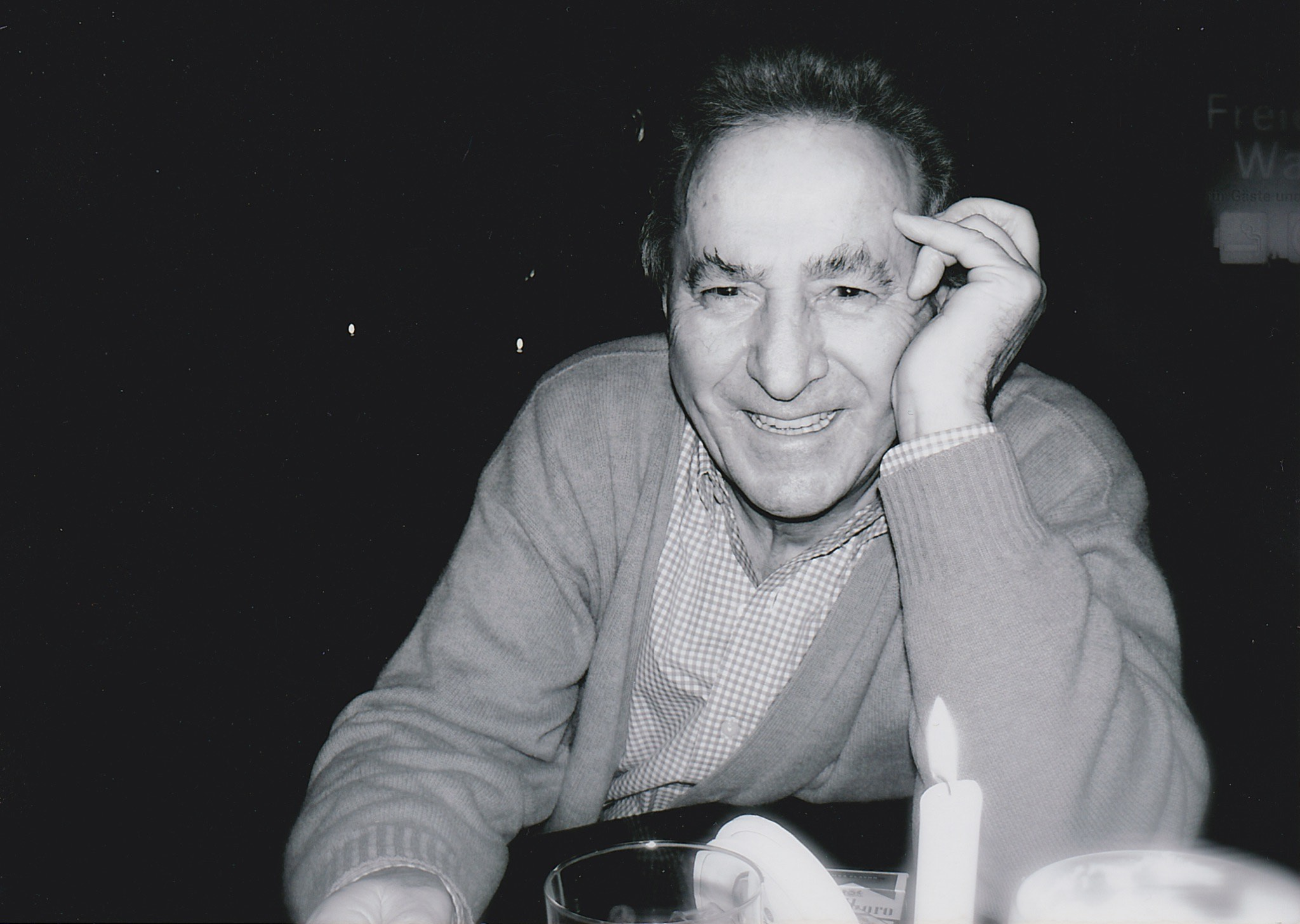
Istvan Bury privat

István Bury (* 11. Januar 1937 in Medgyesegyháza, Komitat Békés, Königreich Ungarn; † 3. November 2022) war ein deutscher Fernsehregisseur ungarischer Abstammung.

## Leben
Im Jahre 1954 bestand er in Budapest die Abiturprüfung und 1956 begann er sein Studium an der Filmhochschule von Budapest. Nach dem Ungarischen Volksaufstand 1956, an dem er sich aktiv beteiligte und dessen brutale Niederschlagung durch die sowjetische Militärintervention, flüchtete er noch im selben Jahr aus Ungarn in die Bundesrepublik Deutschland. Ab 1958 studierte er dann an der Universität Heidelberg (Germanistik), an der Universität Hamburg (Theaterwissenschaften, Germanistik und Publizistik) und ab 1960 an der Freien Universität Berlin. Seit 1964 wohnte er in Hamburg-Winterhude. Bis zu seinem Ruhestand am 1. Februar 2002 arbeitete er beim NDR als Erster Redakteur im Programmbereich Fernsehfilm, Unterhaltung und Serien.

## Fernsehen
Seine ersten beruflichen Erfahrungen sammelte Bury als Regieassistent bei der Faust I-Verfilmung durch Gustaf Gründgens, am Deutschen Schauspielhaus in Hamburg, am Schiller-Theater Berlin bei Hans Lietzau und beim Sender Freies Berlin (SFB) bei Peter Beauvais.
Zu seinen ersten größeren Dokumentarfilmen gehörten Immer Ärger mit den Handwerkern, Orchestersterben, und – mit Helmuth Weiland – Jesuiten, die heimliche Elite.
Im Jahre 1965 wurde Bury die deutsche Staatsangehörigkeit verliehen. Seit 1964 war er für den NDR als Regisseur und Autor tätig. 1968 begann die Zusammenarbeit mit dem Autor Helmut Weiland mit Dokumentationen vor allem für Radio Bremen. Während seines Schaffens entstanden über 700 Berichte, Film-Dokumentationen und Fernsehspiele für das deutsche Fernsehen.
Er drehte hunderte längere Dokumentarfilme, wovon die bekanntesten waren: Die Schönen und die Reichen, Die Wucht am Rhein – Beobachtungen hinter den Kulissen des Rheinischen Karnevals, Deutsche Fürstenhäuser, Ein Mann sieht seine Stadt – Helmut Schmidt und Hamburg, Das niederländische Königshaus, 98 Nobelpreisträger mit Frank Elstner fürs ZDF. Im Jahre 2002 drehte er mit Rolf Seelmann-Eggebert die 5-teilige TV-Produktion Majesty – Zum goldenen Thronjubiläum der Queen. Er bekam 1985 die Goldene Kamera, 1992 den Bambi. Istvan Bury war Träger des Bundesverdienstkreuzes am Bande.